# Costume da bagno

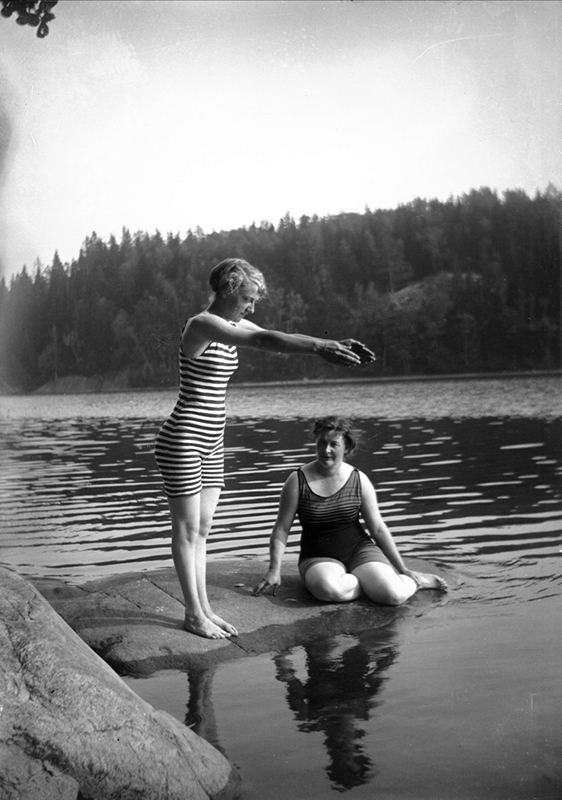
Costumi da bagno femminili, 1910-1929 circa

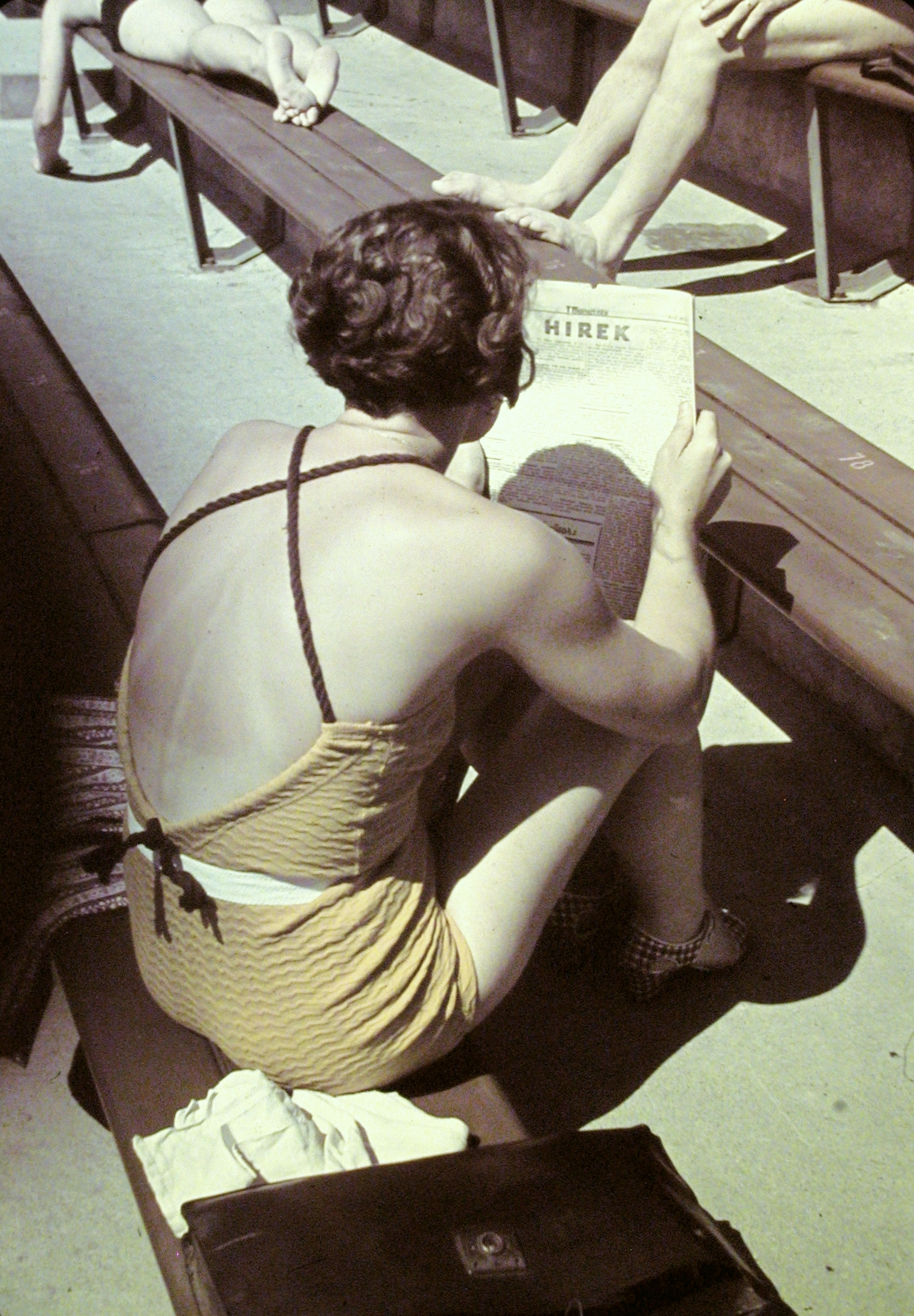
Costume da bagno femminile, 1938

Il costume da bagno è un particolare capo d'abbigliamento, solitamente indossato per nuotare o per praticare degli sport acquatici come il surf, pallanuoto, nuoto artistico, sci d'acqua, kitesurfing. In commercio ne esistono numerosi modelli che differiscono anche in base al sesso e all'età della persona che li indossa. Anche chiamato vestiario acquatico.

## Tipi e stili
Per gli uomini si contano fra i costumi da bagno gli slip, i parigamba e i boxer, simili al capo d'abbigliamento intimo.
Per le donne esistono numerose varianti, ad uno (il cosiddetto costume intero) o due pezzi (tra cui il celebre bikini), ma vi sono anche quelli detti topless (dall'inglese, cioè mancante della parte superiore).
I principali reggiseni nel costume femminile a due pezzi possono essere: a fascia, a corsetto e a triangolo, mentre per la parte di sotto esistono i modelli a coda di rondine, a tanga e a calzoncini.
Anche per il costume intero, nonostante sia costituito da un'unica parte, esistono diversi tipi: con spalline, monospalla, senza spalline e con diversi tipi di scollature.
Negli ultimi anni  si è diffuso anche il trikini, un particolare tipo di bikini in cui i due pezzi (slip e reggiseno) sono uniti sul lato anteriore da un lembo di stoffa più o meno grande, mentre un altro costume femminile recente  è il tankini, formato da una maglietta con coppe interne e un pantaloncino (o slip). Un particolare costume da bagno intero è stato disegnato per le donne musulmane e prende il nome di burqini: esso copre tutto il corpo, ad eccezione del viso, delle mani e dei piedi.
Speciali esemplari sono stati progettati per gli atleti, al fine di migliorare il più possibile le loro prestazioni. Solitamente quello atletico è una variante del costume intero normale, viene definito "monopezzo olimpionico" ed è realizzato in lycra speciale che fa scivolare via l'acqua dal corpo e ha una costruzione tale da non essere d'intralcio per nessun tipo di movimento compiuto dalla persona che lo indossa.
In alternativa al costume da bagno per alcuni sport, come ad esempio lo scuba diving e il mermaiding, sono obbligatori:
- per il primo la muta subacquea, un indumento impermeabile e termoisolante;
- per il secondo la cosiddetta «coda di sirena», costituita da una copertura tessile[2] terminante in una pinna caudale, che copre una monopinna[2].

## Storia
Nelle tradizioni culturali delle varie civiltà, laddove il bagno non era consentito in completa nudità, il costume da bagno di solito era l'equivalente di un vestito indossato normalmente nella vita di tutti i giorni. Per esempio gli uomini giapponesi indossavano per fare il bagno il tradizionale fundoshi. Addirittura, nel XVIII secolo le donne indossavano delle particolari "gonne da bagno", fatte di un materiale che non diventava trasparente, e appesantito sui bordi affinché non si alzasse in acqua.
Nel XIX secolo le donne si immergevano in mare avvolte in abbondanti mantelli chiusi fin sopra il collo. Le bagnanti che giungevano nelle diverse spiagge, arrivavano dentro a delle cabine con ruote e tende nelle quali si cambiavano i vestiti.
A partire dal 1850 l'abbigliamento femminile era ancora molto castigato e i costumi da bagno erano caratterizzati da gonfi pantaloni al polpaccio, completati da un abito lungo fino al ginocchio, con delle scarpine allacciate. In Europa, infatti, i primi costumi da bagno che permettevano di mostrarsi in pubblico al mare fecero la loro comparsa verso la metà del XIX secolo. Il costume femminile era costituito da due pezzi: un vestito che copriva dalle spalle alle ginocchia ed un pantalone che scendeva fino alle caviglie. Ovviamente era solo per le persone abbienti che potevano permettersi il confezionamento di tale capo. Il giornale La Mode fu tra quelli che iniziarono a descrivere i capi da spiaggia delle mogli dei ricchi industriali. Tuttavia tale abito balneare era indossato ancora sul busto, che resistette nell'uso comune fino al primo decennio del Novecento, con accessori indispensabili come le scarpette e un cappello a visiera. Si riteneva allora che per una signora l'abbronzatura fosse volgare e che la pelle dovesse rimanere candida.
In Italia il culto della villeggiatura sulla spiaggia arriverà solo nel 1880, a differenza della Francia e degli altri Stati europei in cui avvenne nella prima metà del XIX secolo. Le prime personalità di spicco a mostrarsi in costume sulla spiaggia furono la regina Margherita e la famiglia Agnelli. La prima vera spiaggia italiana fu il Lido di Venezia che diventò, negli anni 1910-1920, la più elegante stazione balneare d'Europa, dove tutti esibivano i loro costumi all'ultimo grido.
Nell'Inghilterra vittoriana invece gli stabilimenti balneari erano attrezzati in modo che le persone di sesso opposto non avessero contatti.

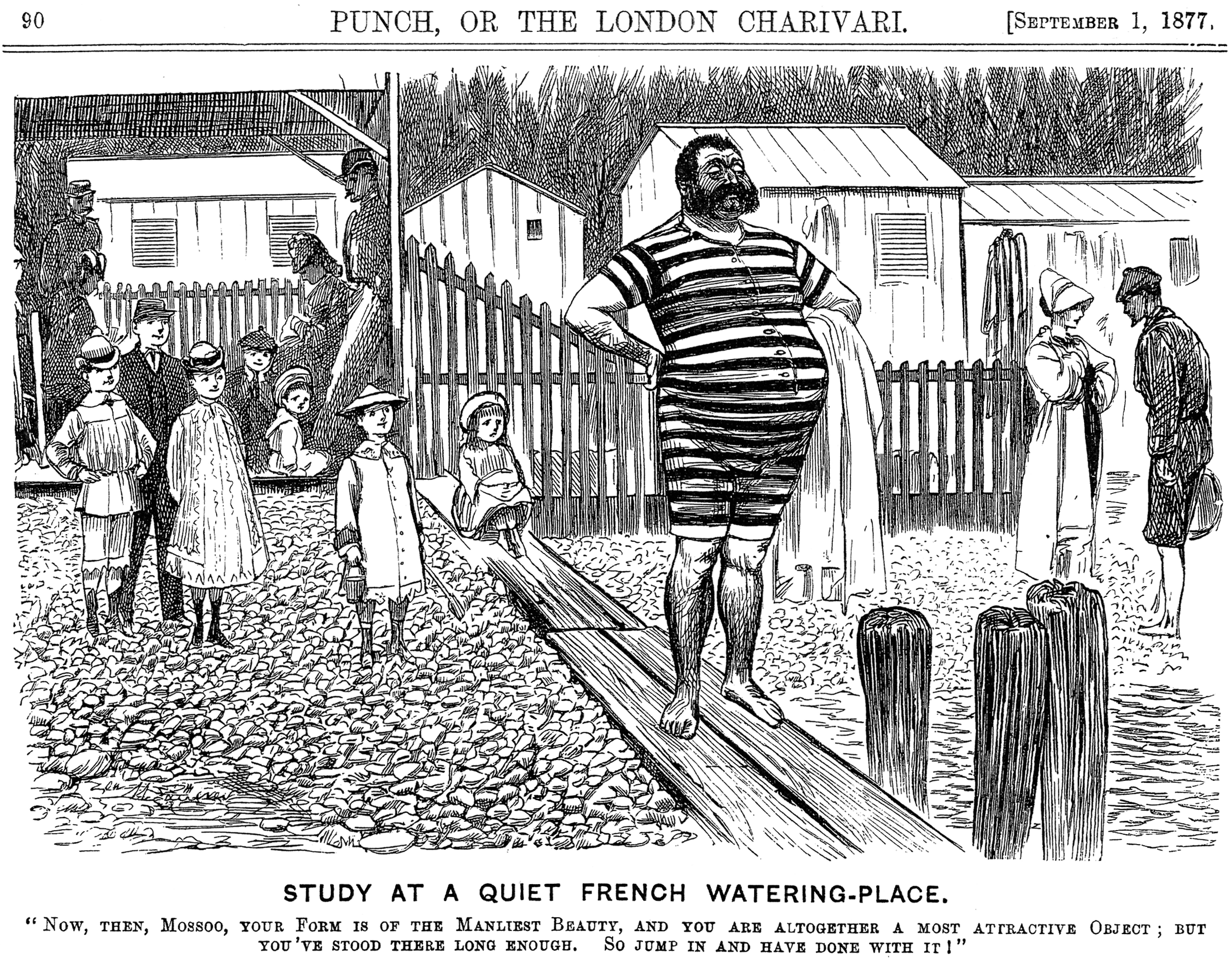
Un'illustrazione del 1877: Uomo e bambini in costume da bagno.

Nel 1907, la nuotatrice australiana Annette Kellerman si esibì in uno dei suoi spettacoli di nuoto artistico negli Stati Uniti. Tuttavia la donna venne arrestata perché il suo costume lasciava scoperte braccia, gambe e collo. Nelle esibizioni successive la Kellerman dovette utilizzare un costume più coprente. Contemporaneamente gli uomini iniziarono ad indossare un costume ad un unico pezzo con degli oblò sotto le ascelle. In seguito a questo evento i costumi andarono progressivamente rimpicciolendosi, dapprima scoprendo le braccia, in seguito le gambe furono denudate fino alle cosce, così come il collo e il décolleté.
Il soggiorno estivo divenne una consuetudine dagli anni dieci, quando alcuni specifici luoghi cominciano a essere indicati come adatti al soggiorno per le vacanze, partendo dalle coste rocciose di Ischia alle isole Dalmate, dai lussuosi alberghi di Abbazia all'isola di Lussino. Si capì allora l'importanza della comodità, dell'adattabilità e della praticità, tanto che comparirono costumi femminili interi di color blu, rosso, nero e bianco. Per il nuoto fecero la loro comparsa le prime cuffie da bagno.
Dagli anni venti Roma, essendo già capitale d'Italia, era molto attrattiva anche come località balneare, tanto da proporre sei spiagge per i vacanzieri: Ladispoli e Fiumicino per i meno abbienti, Porto d'Anzio per i politici e gli industriali, Ostia per i borghesi, Fregene per i più eleganti snob e Santa Marinella per gli aristocratici. Anche i lidi della Versilia, di Alassio, di Positano e Posillipo erano molto frequentati, ma la massima esibizione balneare arrivò a Riccione scelta da un decennio quale residenza estiva della famiglia di Mussolini.
Gli uomini indossavano pigiami di seta sopra al costume, mentre le donne usavano accappatoi ampi, morbidi e dai colori accesi; un accessorio indispensabile per il sesso femminile era la cintura Valaguzza, realizzata in morbida lana, che si chiudeva sul davanti con una fibbia di metallo, al cui interno si poteva inserire una trousse da trucco impermeabile. I costumi da bagno femminili furono sostituiti con corte gonnelline in taffetas con cinturina, oppure con costumi interi sfiancati e senza maniche, in jersey di lana.
Negli anni trenta l'Italia fu sedotta completamente dai consigli mondani della rivista Lidel, che invitava tutte le lettrici ad andare in vacanza al mare, dando loro indicazioni specifiche sulla tipologia di vestiti da indossare e/o da avere con sé. Le grandi scollature sul dorso permisero l'abbronzatura, il Spalding propose il canadien in due pezzi, tunichetta e piccola mutanda. Si usava portare la giacca e la borsa da spiaggia coordinati. I pantaloncini si staccarono dal corpetto, i pigiami furono rimpiazzati con le camicie completate da gonne e giacchine.
La novità del 1936 fu la possibilità di realizzare il costume ai ferri, a punti serrati così da formare tante costine verticali, mentre nel 1937 si delinea il completo del costume da bagno costituito da reggiseno e pantaloncini corti in tessuto di seta elasticizzato con fantasie a stampe a fiori. Infine si diffonde l'uso della vestaglia da portare sopra il costume.
Negli anni quaranta la moda fu fortemente condizionata dalla situazione bellica mondiale che rese difficile il reperimento dei tessuti di qualità.
I primi bikini furono introdotti subito dopo la seconda guerra mondiale, benché i primi modelli non differissero molto da quelli già visti negli anni venti.
Dagli anni cinquanta la dimensione dei bikini si ridusse progressivamente, fino agli anni sessanta, quando cominciò a diffondersi il topless. Lo stilista Rudi Gernreich disegnò il monokini, un tipo di costume che lasciava completamente scoperto il seno. Non fu un successo commerciale, ma aprì la strada ad altre innovazioni.

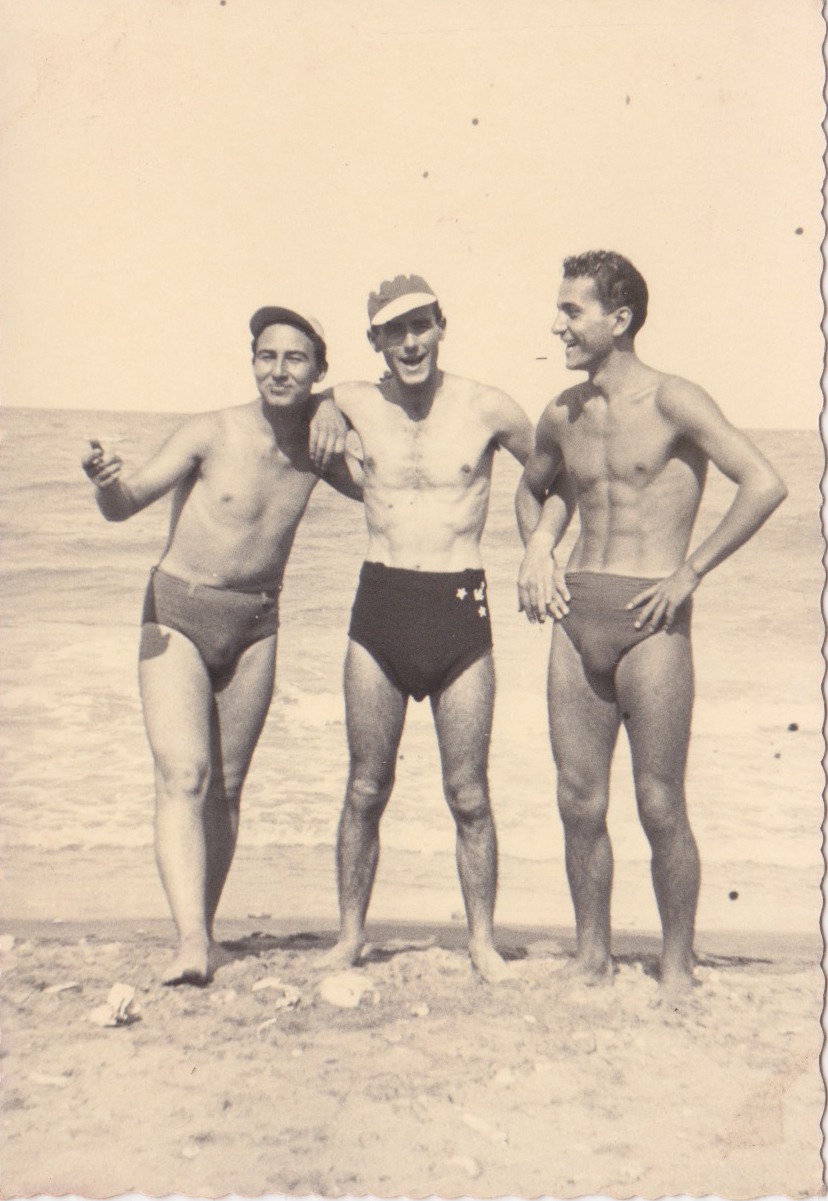
Tre uomini al mare sulla spiaggia di Scanzano Jonico, 1950 circa

Gli anni ottanta videro la nascita del tanga, diffuso inizialmente in Brasile, che si diceva fosse ispirato agli indumenti tradizionali degli abitanti dell'Amazzonia.
I costumi da bagno maschili si diffusero parallelamente a quelli femminili, aumentando pian piano la parte di pelle scoperta, e arrivando alla fine allo slip. Tuttavia i costumi maggiormente diffusi dopo il 2000 sono quelli nati nella seconda metà degli anni ottanta come i boxer, che seguirono la tendenza inversa, tendendo a coprire maggiormente il corpo.

## Processi di produzione
La fabbricazione dei costumi di bagno è, dopo la seconda guerra mondiale, per lo più un processo meccanico e automatizzato in cui raramente è presente l'intervento manuale:
1. Le rocchette di cotone e filo sintetico vengono montati su macchine da maglieria che intrecciano i fili in rotoli di tessuto. Dopo che il tessuto è stato pulito e tinto del colore desiderato, viene poi messo nelle asciugatrici. Infine il tessuto si riarrotola fino a che non viene utilizzato.
2. I rotoli vengono stesi sul tavolo e, disegnata la sagoma, viene tagliato il modello.
3. Ogni pezzo è cucito all'altro grazie a cuciture che, a seconda delle dimensioni del tessuto, vengono fatte da singole macchine da cucire oppure da cucitrici computerizzate guidate dagli operai.
4. I capi realizzati vengono stirati e le etichette vengono cucite all'interno. Successivamente i costumi vengono confezionati e piagati in scatole pronti per la spedizione ai punti vendita.

## Tessuti
I principali tessuti impiegati per la confezione dei costumi da bagno sono il lycra, il lastex e gli altri tessuti elasticizzati che aderiscono bene alle forme del corpo. Occasionalmente viene impiegato il cotone.
Nel 1920 si usava il rayon, una fibra che si ottiene dalla cellulosa, ma la sua scarsa durata, soprattutto una volta bagnato, ne ha interrotto l'utilizzo. Stessa cosa per il jersey e per la seta, talvolta utilizzata.
Negli anni trenta si inizia a utilizzare i tessuti elasticizzati che permettono al costume di essere aderente sul corpo.
| Tipo di costume | Uomo | Donna | unisex |
| --------------- | ---- | ----- | ------ |
| Boxer           | Si   |       |        |
| Slip            | Si   |       |        |
| Parigamba       | Si   |       |        |
| Costume intero  |      | Si    |        |
| Bikini          |      | Si    |        |
| Burqini         |      | Si    |        |

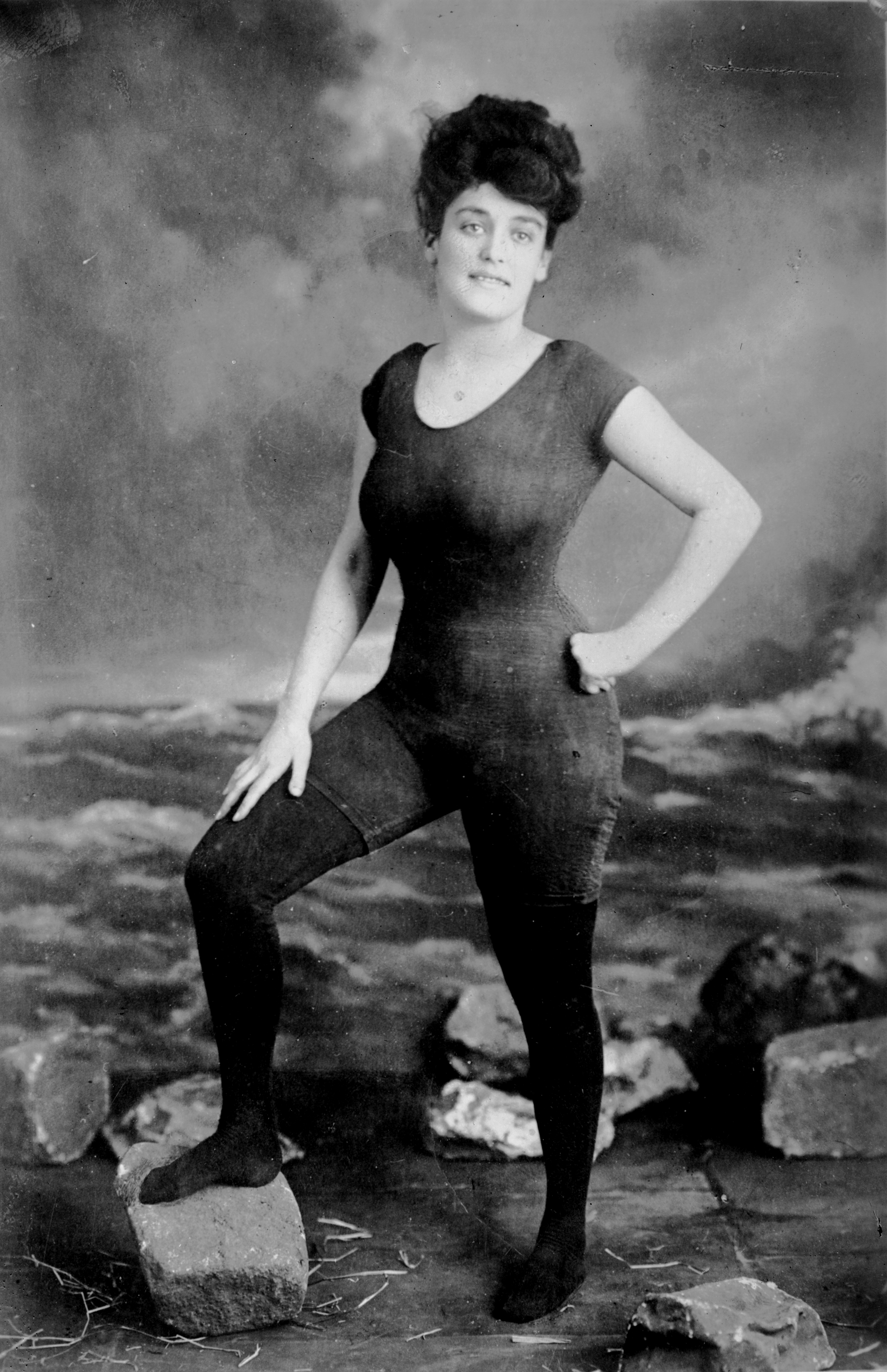
Annette Kellerman nel suo famoso costume a un pezzo (circa 1900)
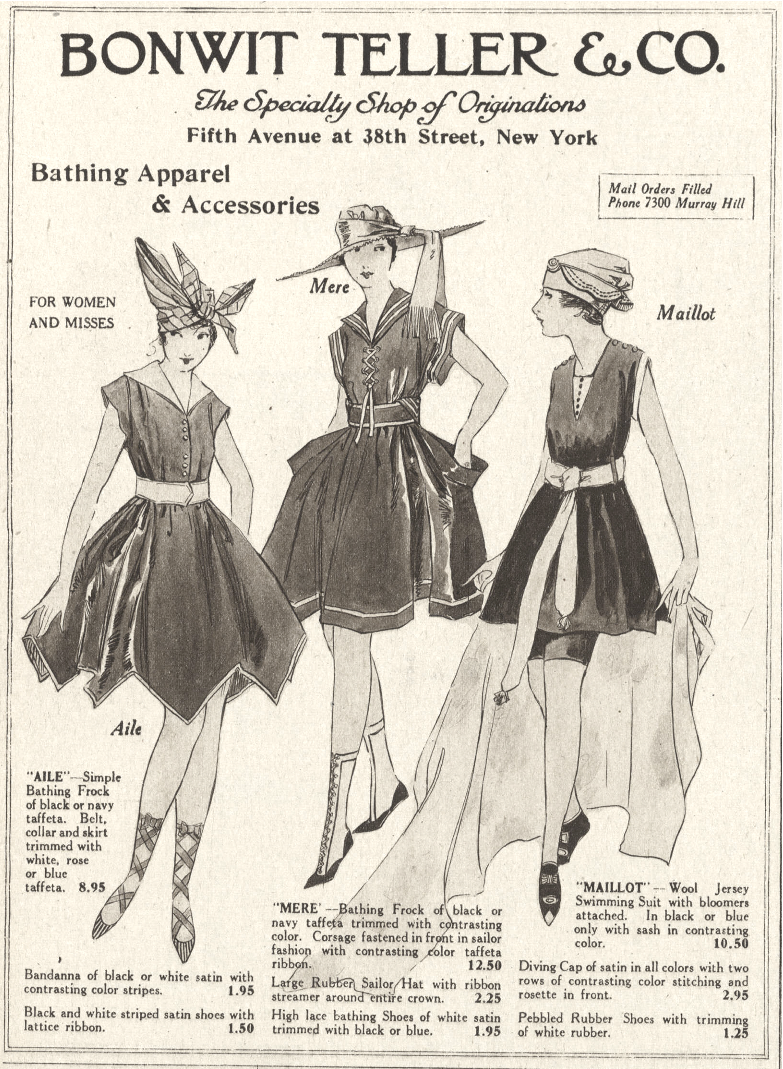
Pubblicità sul The New York Times (11 giugno 1916).
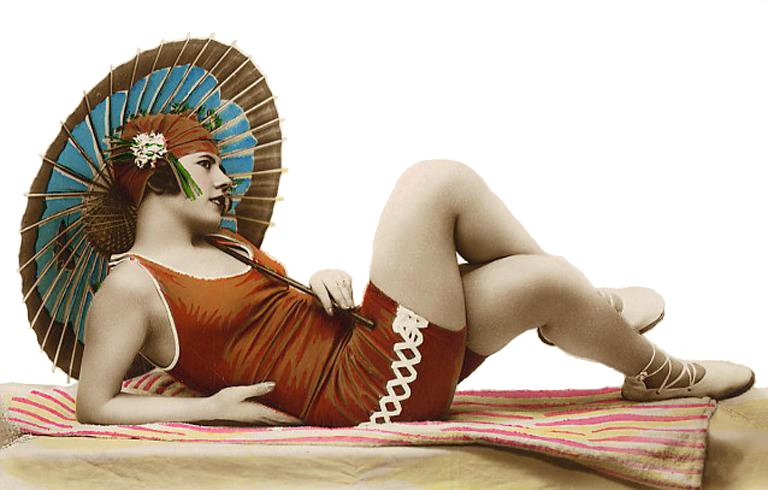
Un costume da bagno del 1920
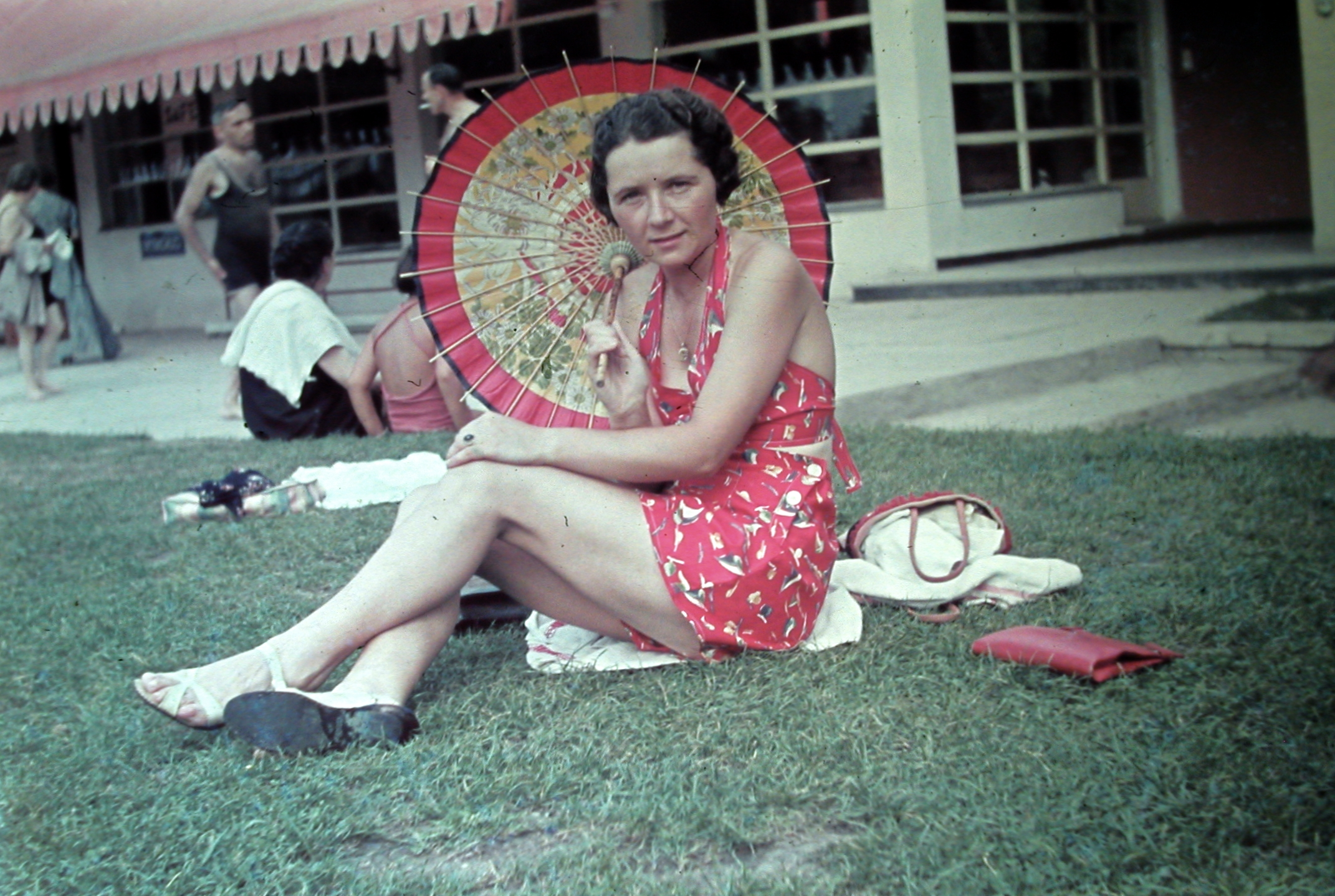
Donna in costume da bagno nel 1939